# Claudia Bassols
Claudia Bassols Alonso (Barcellona, 3 ottobre 1979) è un'attrice spagnola originaria della Catalogna.

## Carriera
Claudia Bassols si è diplomata nel 1997 presso l'American School of Barcelona, ha conseguito una laurea in Commedia Musicale nella scuola Coco Comín di Barcellona. Inoltre ha studiato drammaturgia a Parigi, Londra, Los Angeles, nella Carolina del Nord e in Australia. Parla il catalano, lo spagnolo, l'inglese, il francese, l'italiano e lo svedese.
Nel 2008 Bassols ha recitato nel film Blackout con Amber Tamblyn e nella serie Spain... on the road Again al fianco di Mario Batali, Gwyneth Paltrow e Mark Bittman. Nel 2009 ha partecipato con il ruolo di protagonista al film Frenchy con Jean-Claude Van Damme
Nell'ottobre del 2010 Bassols è stata inserita nella rivista statunitense Esquire tra le donne viventi più sexy.